# Aéroport d'Ekibastouz
L’aéroport d'Ekibastouz ( russe : Aэропорт Экибастуз) (code IATA : EKB • code OACI : UASB) est un aéroport desservant la ville d'Ekibastouz, au Kazakhstan.